# Сибирское сельское поселение (Омская область)
Сибирское се́льское поселе́ние — муниципальное образование в Русско-Полянском районе Омской области Российской Федерации.
Административный центр — село Сибирское.

## История
Статус и границы сельского поселения установлены Законом Омской области от 30 июля 2004 года № 548-ОЗ «О границах и статусе муниципальных образований Омской области».

## Население
| 2010  | 2011  | 2012  | 2013  | 2014  | 2015  | 2016  |
| ----- | ----- | ----- | ----- | ----- | ----- | ----- |
| 1311  | ↘1306 | ↘1248 | ↘1184 | ↘1158 | ↘1129 | ↘1103 |
| 2017  | 2018  | 2019  | 2020  | 2021  | 2023  |       |
| ↘1077 | ↘1019 | ↘1003 | ↘979  | ↘884  | ↘841  |       |

## Состав сельского поселения
| № | Населённый пункт | Тип населённого пункта       | Население |
| - | ---------------- | ---------------------------- | --------- |
| 1 | Логуновка        | деревня                      | 144       |
| 2 | Сибирское        | село, административный центр | 941       |
| 3 | Степное          | деревня                      | 226       |